# 那玉站

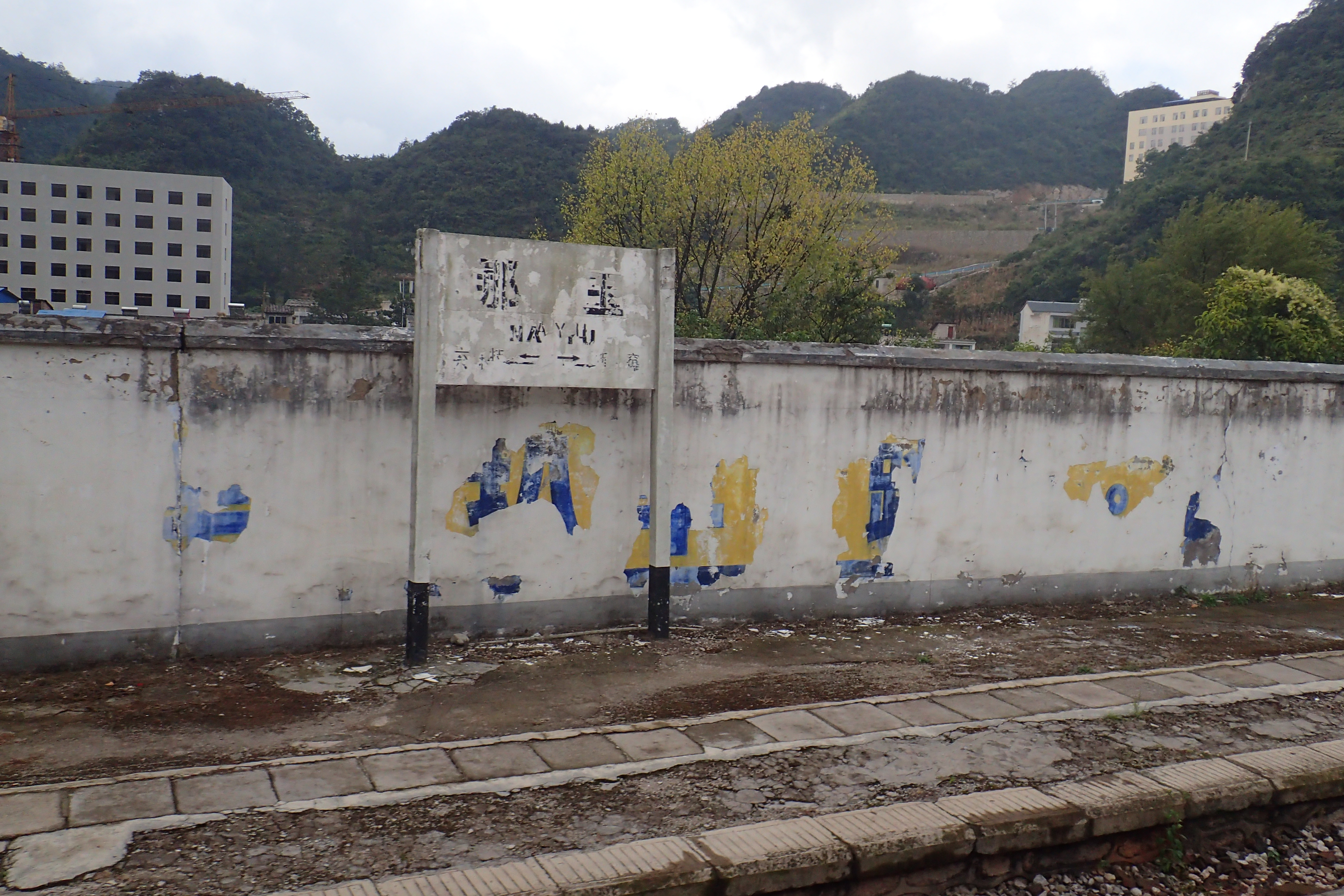
2017年，列车上拍摄的那玉站站牌

那玉站是位于贵州省六盘水市六枝特区新窑镇那玉村的一个铁路车站，邮政编码553401。车站建于1966年，有沪昆铁路经过该站，现仅办理货运，不办理客运业务，车站及其上下行区间均已电气化。车站距离贵阳站157公里，隶属成都铁路局，是四等站。
车站在株六复线建设期间新建至花赖的上行线。新线通过长隧道大竹林隧道截弯取直，不经过新窑站。